# Opuntia littoralis
Az Opuntia littoralis a szegfűvirágúak (Caryophyllales) rendjébe, ezen belül a kaktuszfélék (Cactaceae) családjába tartozó faj.

## Előfordulása
Az Opuntia littoralis előfordulási területe az Amerikai Egyesült Államokhoz tartozó Kaliforniában, valamint Mexikó északnyugati részein található.

## Változata
- Opuntia littoralis var. piercei (Fosberg) L.D.Benson & Walk.

## Megjelenése
Ez a kaktuszféle egy szétterülő növényfaj, amely több méter szélesre és 90-100 centiméter magasra nő meg. Az ágai oválisak, lapítottak és általában 22 centiméter hosszúak; zöld színűek. Csomókba rendeződő, számos sárgás tüskéje van; ezek 2-4 centiméteresek. A halványsárga vagy világos vörös virágai május-júniusban nyílnak. A termése lilás színű; 5 centiméter hosszú, és az ember által fogyasztható.

## Képek

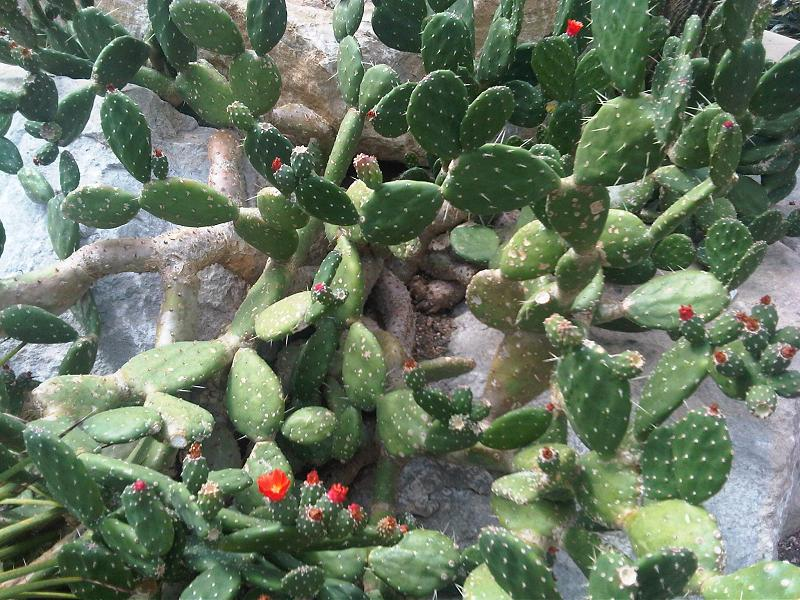
A növény
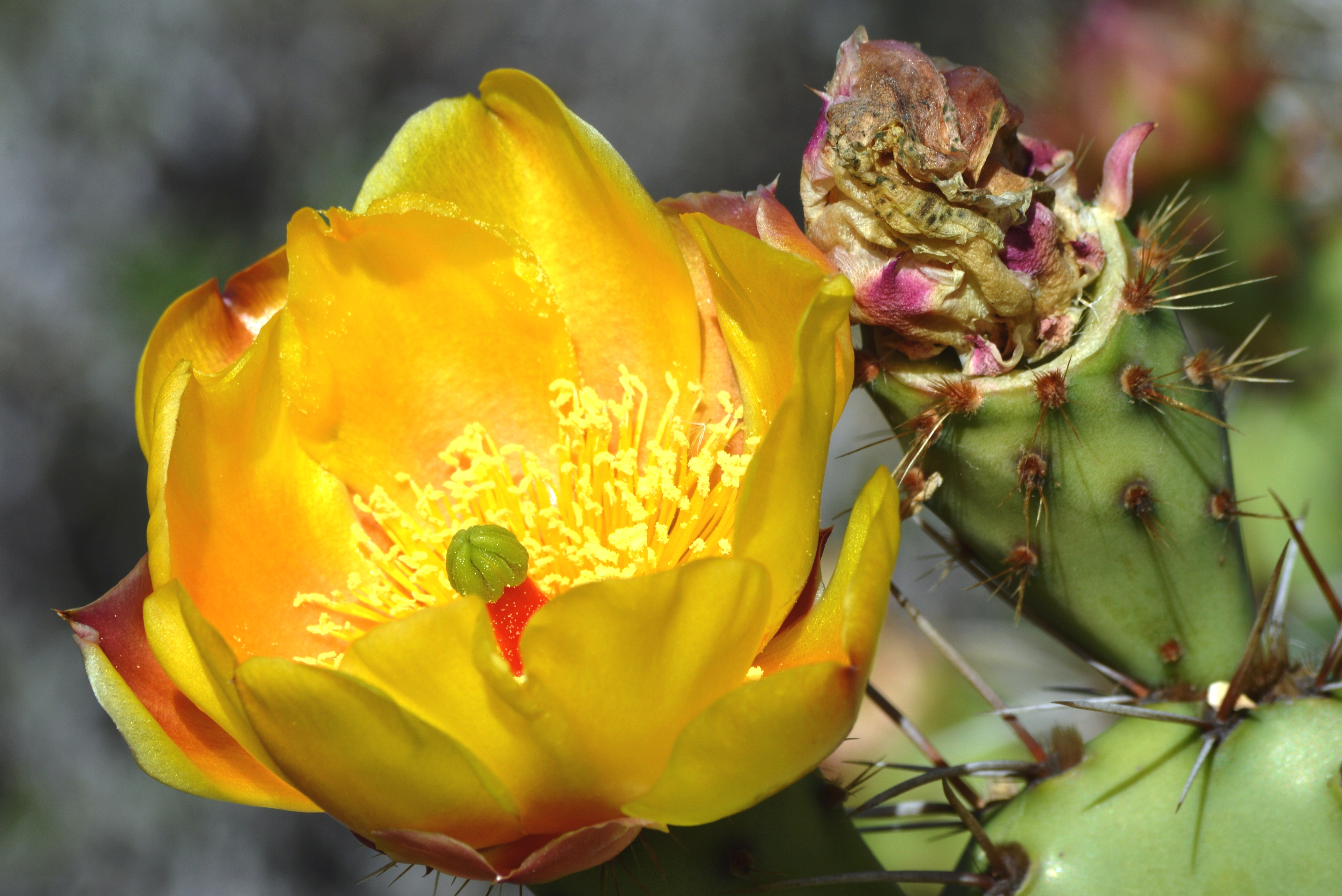
Virága két
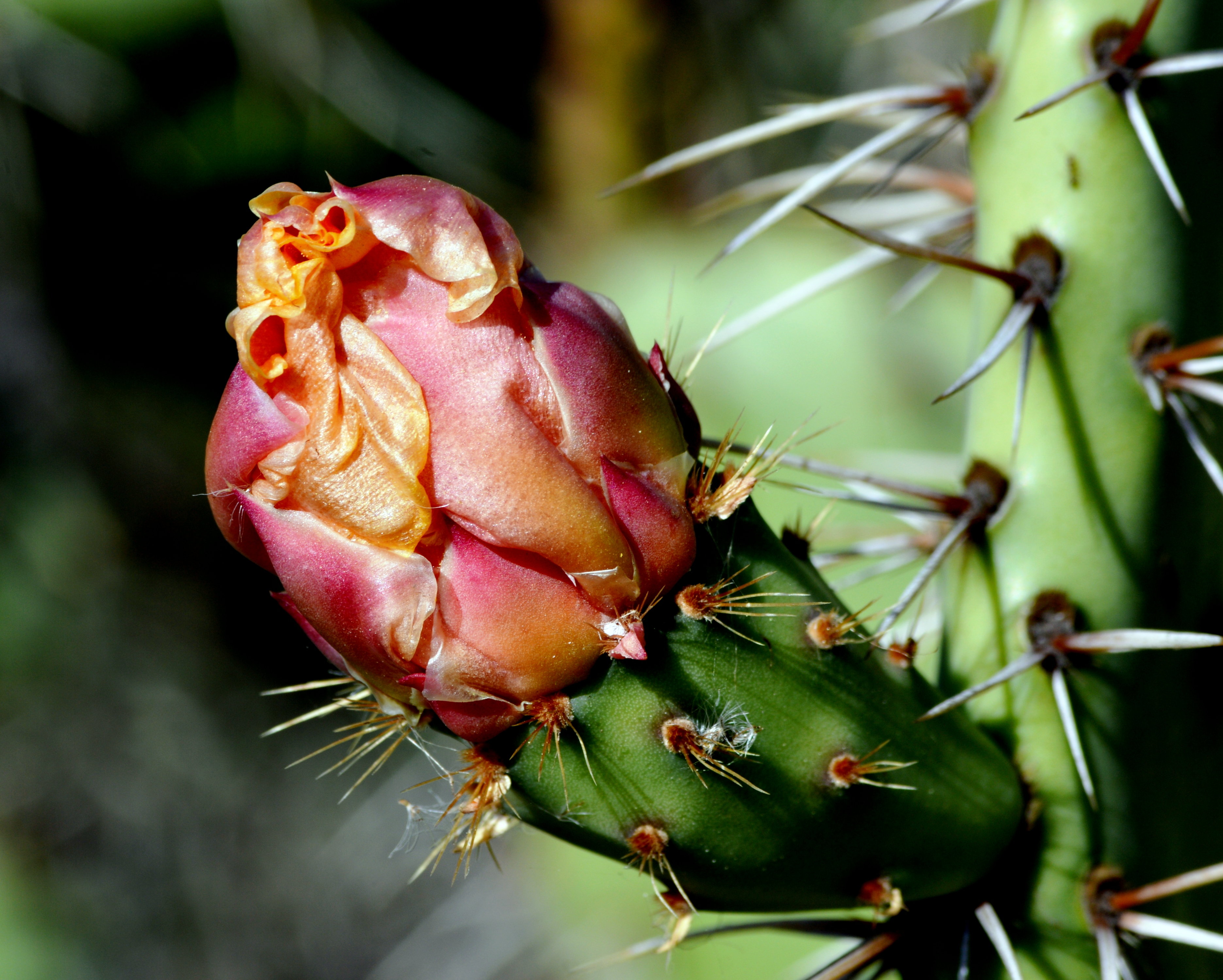
színben
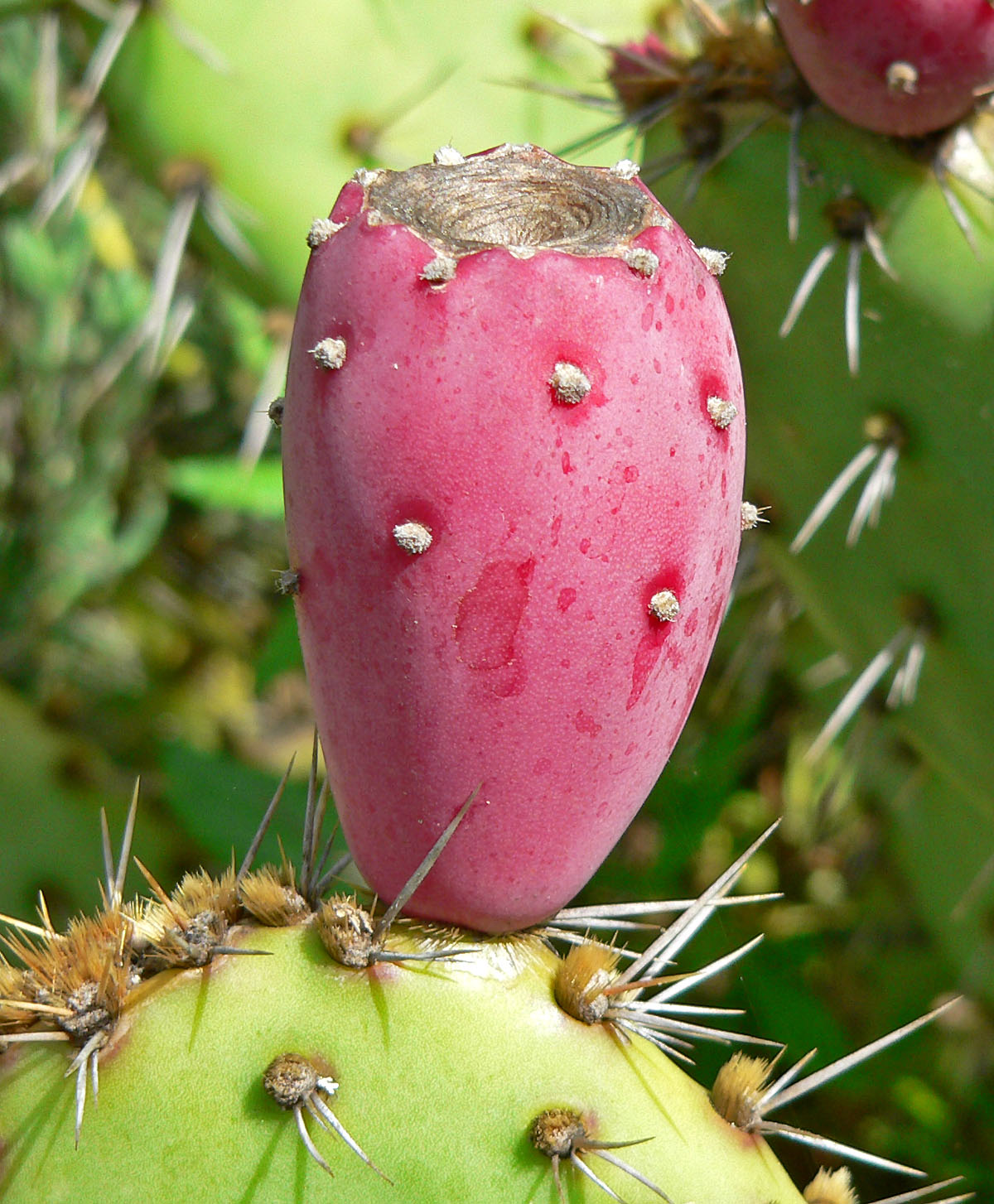
Termése
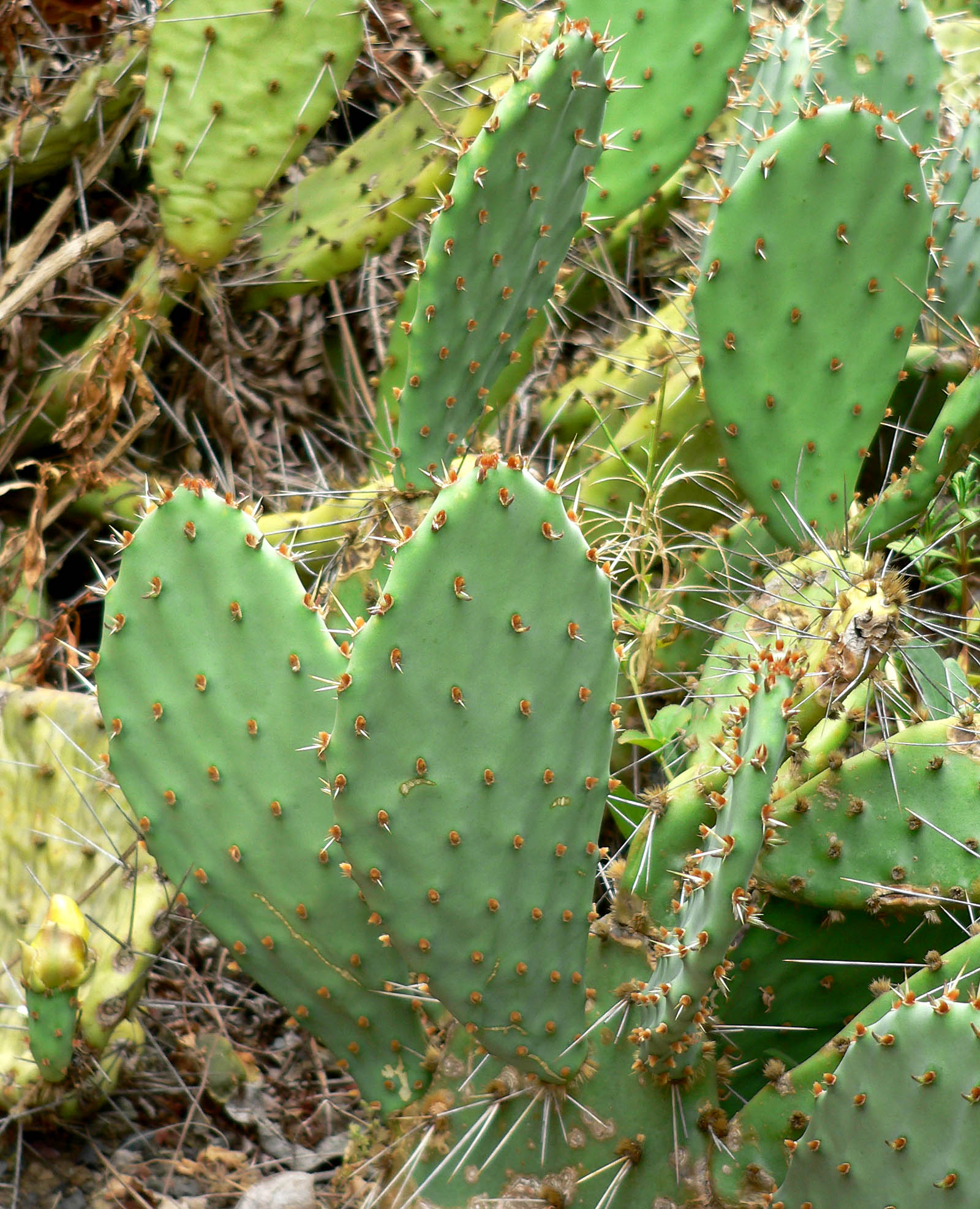
Opuntia littoralis var. piercei